# Нікітське (Кімрський район)
Нікітське (рос. Никитское) — присілок в Кімрському районі Тверської області Російської Федерації.
Населення становить 19 осіб. Входить до складу муніципального утворення Горицьке сільське поселення.

## Історія
Від 2005 року входить до складу муніципального утворення Горицьке сільське поселення.

## Населення
| 2008 | 2010 |
| ---- | ---- |
| 19   | →19  |